# PAOK Salonique (basket-ball féminin)
Maillots
Le PAOK Salonique (grec moderne : Πανθεσσαλονίκειος Αθλητικός Όμιλος Κωνσταντινουπολιτών / Panthessaloníkios Athlitikós Ómilos Konstantinoupolitón, « Association sportive thessalonicienne des Constantinopolitains ») est un club grec de basket-ball, basé à Thessalonique.
Sa section féminine de basket-ball a été fondée en 2002 et évolue en Division A1, soit le plus haut niveau du championnat grec féminin.

## Palmarès
- Championnat de Grèce de deuxième division (1)
  - Vainqueur : 2010

## Joueuses célèbres ou marquantes
- Lolíta Lýmoura